# Ambrosius Benson

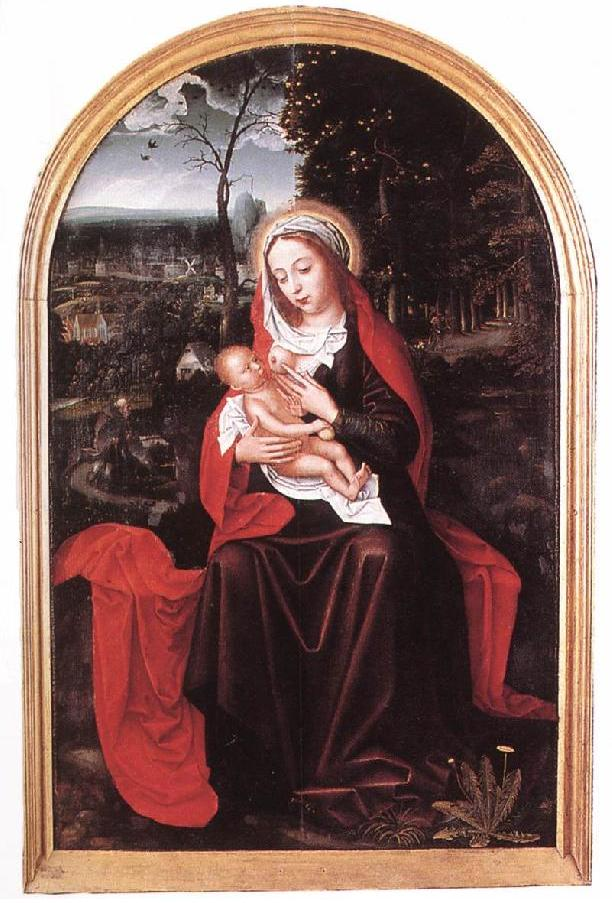
Ambrosius Benson: Rast auf der Flucht nach Aegypten

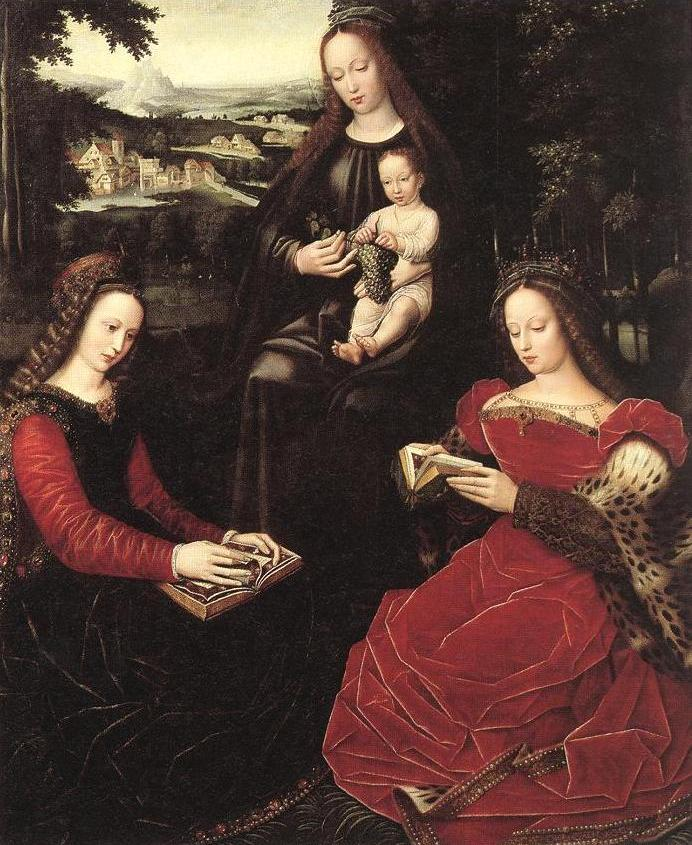
Ambrosius Benson: Die Jungfrau (Maria) mit dem Kind und Hl. Barbara und Hl. Katharina (von Alexandrien), ca. 1525

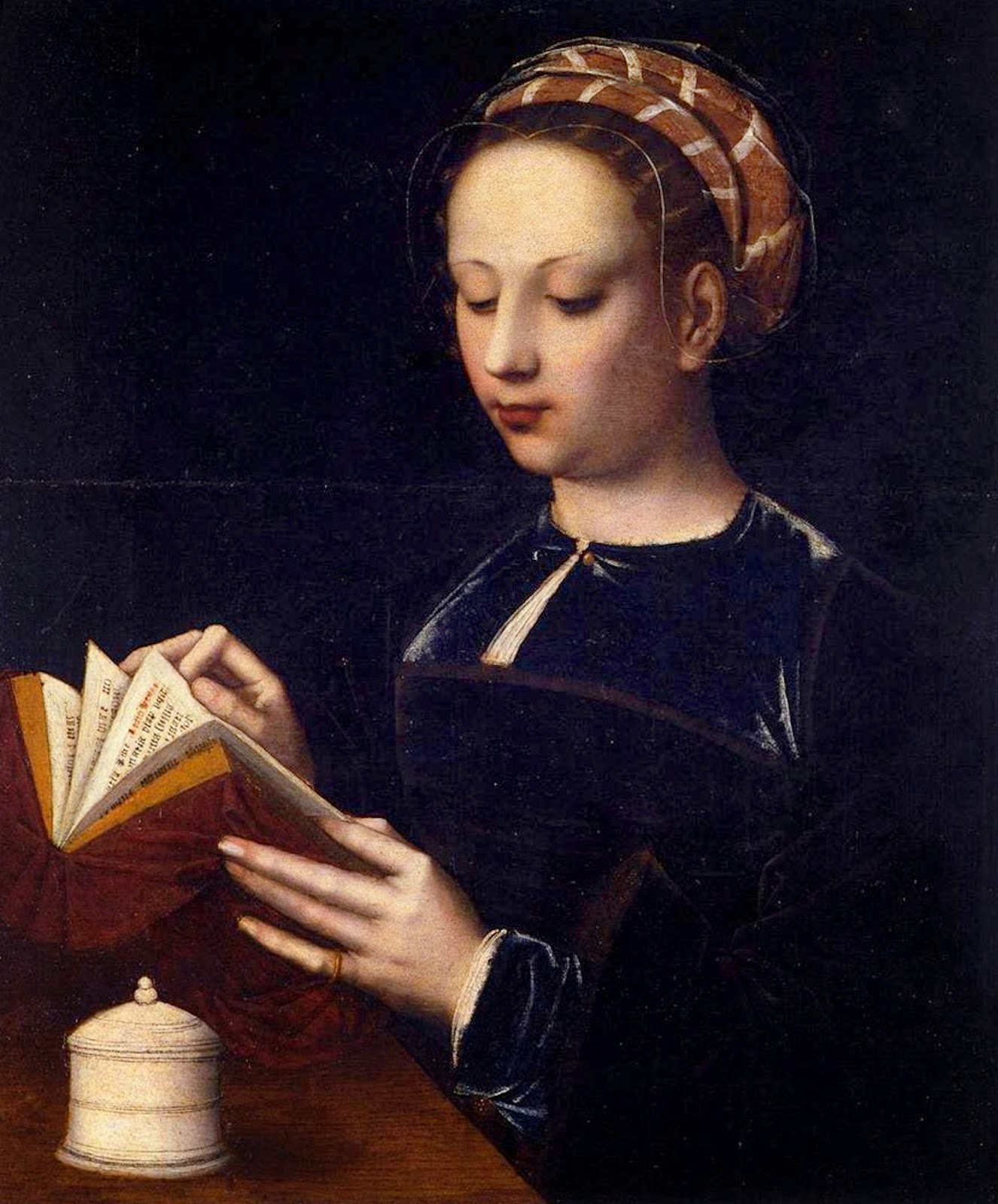
Ambrosius Benson: Lesende Maria Magdalena, ca. 1525 oder 1540, Ca' d'Oro, Galleria Franchetti, Venedig

Ambrosius Benson (* um 1495 in der Lombardei; † um 1550 in Brügge) war ein in Brügge tätiger Maler am Übergang von Spätmittelalter und Renaissance.

## Leben
1518 ließ sich der ursprünglich aus Norditalien stammende Maler Ambrosius Benson in Brügge nieder, wo er das Bürgerrecht als Voraussetzung für die Ausübung seines Handwerks erwarb. Erst am 21. August 1519 wurde er als Freimeister der Brügger Malerzunft eingeschrieben, in deren Register damals seine lombardische Herkunft vermeldet wird.
In der Zeit zwischen dem Umzug nach Brügge und der Einschreibung in das Zunftregister war Benson offenbar als Mitarbeiter in der Werkstatt von Gerard David tätig, mit dem es indes alsbald zu ernsthaften Streitigkeiten kam. So wurde David im Februar 1519 gerichtlich dazu verpflichtet, Benson zwei Truhen auszuhändigen, die dieser während seines Umzugs dort kurzfristig hinterlassen hatte. Die Gerichtsakten geben Einblick in den Inhalt beider Truhen, in denen sich unter anderen ein Skizzenbuch mit Kopf- und Aktstudien, mehrere Musterzeichnungen, mehrere Gemälde (darunter ein Marienbild für Bensons Vater, die Darstellung der Beweinung Christi sowie eine unvollendete Darstellung der Maria Magdalena), Farben sowie schließlich mehrere patronen (Kartons oder Vorlagezeichnungen), die aus der Werkstatt von Adriaen Isenbrant stammten aber eigentlich teils Bensons Eigentum waren oder dem Brügger Maler Albert Cornelis gehörten. Gerard David wurde auf Betreiben von Benson sogar für einige Tage eingekerkert, da er die Truhen noch 1520 nicht übergeben hatte; andererseits wurde Benson, der bei David substantiell verschuldetet war, dazu verpflichtet, seine Schulden einige Tage pro Woche in der Werkstatt von David abzulösen. Das Gerichtsverfahren zählt zu den wichtigsten Quellen zur Werkstattpraxis in Brügge und den südlichen Niederlanden um 1500. Ungeachtet der Auseinandersetzung erweist sich Benson in seinen Werken von Bilderfindungen, dem Kolorit und der Malweise des älteren Malers abhängig und zählt zusammen mit Isenbrant zu den wichtigsten Nachfolgern von Gerard David am Übergang von der Spätgotik zur Renaissance.
Noch bevor er der Brügger Malerzunft beitrat und eine eigene Werkstatt betrieb, ehelichte der Maler die aus Brügge stammende Anna Ghyselin, die 1548 verstarb. Mit ihr hatte Ambrosius Benson zwei Söhne: 1521 kam Willem (Guilleaume) Benson zur Welt, kurz darauf wurde Jan Benson geboren. Des Weiteren kam Benson für zwei uneheliche Töchter aus seinen zahlreichen Affären auf, von denen drei gerichtskundig sind. Nach dem Tod von Anna Ghyselin heiratete der Witwer Joyselin Michiels, mit der er eine weitere Tochter zeugte, vor deren Geburt er jedoch verstarb.
Bensons Söhne erlernten beide in der väterlichen Werkstatt das Malerhandwerk. Er bildete zwei weitere Lehrlinge aus: 1541 gingen Joachim Spaers und 1549 Jakob Finson, der Vater des Carravagisten Louis Finson (ca. 1574-1617), bei ihm in die Lehre.
Ambrosius Benson war ein besonders produktiver Maler, dessen Werkstatt Gemälde sowohl für den flämischen Markt als auch für den Export nach Spanien und Portugal produzierte. Zu Beginn seiner Laufbahn in Brügge bot Benson Werke nicht nur in seiner Werkstatt, sondern auch auf einem eigenen Stand im Pandt des Brügger Franziskanerklosters – dem lokalen Markt für Malereien – an, den er zwischen 1522 und 1530 regelmäßig mietete. Wirtschaftlich erfolgreich, gelang es Benson im Laufe seiner Karriere Grundbesitz und mehrere Häuser in Brügge zu erwerben, von denen er eines sogar zur Hälfte mit acht Gemälden bezahlte.
Ambrosius Benson nahm verschiedentlich Verwaltungsaufgaben der Brügge Malerzunft wahr und bekleidete dort dreimal das Amt des vinder (Beisitzer), fungierte 1537/8 sowie 1543/4 als Zunftdekan und trat 1540/1 als Schatzmeister auf. Er gehörte auch mehrfach der Ratsversammlung von Brügge an. Ambrosius Benson starb 1550 in seiner Wahlheimat Brügge und wurde auf dem Kirchhof der dortigen Liebfrauenkirche beigesetzt.

## Monogrammist AB von 1527 – Meister der Antwerpener Deipara Virgo – Meister von Segovia
Der belgische Kunsthistoriker Georges Hulin de Loo schrieb 1902 erstmals zwei mit dem Monogramm AB versehene Werke – ein Triptychon mit dem Heiligen Antonius von Padua (heute Brüssel, Königliche Museen der Schönen Künste von Belgien) und eine 1527 datierte Heilige Familie (heute Brügge, Groeningemuseum) – Ambrosius Benson zu und vermochte auf dieser Grundlage, weitere Tafelbilder dem aus Urkunden namentlich bekannten Brügger Maler zuzuweisen. Zu den damals von Hulin de Loo aus stilistischen Erwägungen gleichfalls für Ambrosius Benson in Anspruch genommenen Werken zählte auch eine monumentale Deipara Virgo mit Propheten und Sibyllen (Antwerpen, Königliches Museum der Schönen Künste), sowie ein ursprünglich aus dem Dominikanerkloster Santa Cruz la Real (Segovia) stammendes Annen-Retabel (Madrid, Museo National del Prado). Auch das in der Andreaskapelle der Kathedrale von Segovia bewahrte Triptychon mit der Kreuzabnahme Christi, das von dem deutschen Kunsthistoriker Carl Justi 1886 mit dem Notnamen Meister von Segovia bedacht worden war, wurde von Hulin de Loo Benson zugeschrieben.
Auf der von Hulin de Loo stilkritisch geschaffenen Basis schrieben Eberhard von Bodenhausen (1905) sowie Max J. Friedländer (1934) weitere Gemälde Ambrosius Benson zu. Das letzte ausführliche Werkverzeichnis stammt von dem belgischen Kunstkritiker Georges Marlier, der 1965 eine Monographie zu Ambrosius Benson veröffentlichte: Hatte Friedländer noch 65 Gemälde Benson zugeschrieben, so enthielt das Werkverzeichnis von Marlier knapp zweihundert Einträge eigenhändiger Arbeiten des Meisters. Seither sind noch weitere Werke bekannt geworden, sodass man von einer besonders regen Werkstattproduktion auszugehen hat.

## Stil und Schule
Obwohl aus Norditalien stammend passt sich Ambrosius Benson – dessen ursprünglicher Nachname wohl Benzone oder Bensoni lautete – in seiner Malerei in Brügge nahezu gänzlich der Geschmack seiner flämischen Wahlheimat an. Seine Kenntnisse und das Aufgreifen italienischer Kompositionen – insbesondere die 1527 datierte und mongrammierte Heilige Familie (Brügge, Groeningemuseum) geht auf eine Bilderfindung des Andrea del Sarto zurück – spielt in seinem Œuvre gegenüber der Abhängigkeit von den Kompositionen von Gerard David und älteren Brügger Meistern eine untergeordnete Rolle. Wie Adriaen Isenbrant, mit dem Benson eng kooperierte, ist seine Produktion oft von Wiederholungen geprägt und haben insbesondere seine Andachtsbilder einen seriellen Charakter. Ein großer Teil seines Œuvres war offenbar für den spanischen Markt bestimmt, wobei sich Benson in den für den Export bestimmten Gemälden malerisch an den spanischen Geschmack anpasst der plumper wirkt. In Spanien gibt es mit dem Meister des Gallo-Retabel von Castrojeriz einen um 1540-1560 tätigen Nachfolger Bensons in Spanien. Dass er einige Werke mit seinem Monogramm versah ist ungewöhnlich, doch gab mit Jan van Eyck, Petrus Christus und Hans Memling gerade in Brügge eine Tradition, Gemälde zu signieren, was das Aufkommen künstlerischen Selbstbewusstseins bezeugt.
Während Benson in seinen religiösen Darstellungen besonders konventionell wirkt, sind seine weltlichen Gemälde – etwa die Musikalische Gesellschaft im Baseler Kunstmuseum – bedeutende Meilensteine in der Entwicklung der flämischen Genremalerei; auch in seinen Bildnissen ist Benson fortschrittlicher als seine Brügger Zeitgenossen und für die Entwicklung des Renaissancebildnisses in den Niederlanden von großer Bedeutung. Als Porträtist und hinsichtlich weltlicher Szenen findet Benson in Brügge mit Pieter Pourbus einen würdigen Nachfolger.

## Lesende Frau und Sibylle
Interesse findet ein Motiv Bensons nicht nur in Fachkreisen, die Darstellung lesender Frauen wie der heiligen Frauen, die eine Madonna umgeben oder seine lesende Maria Magdalena. Wie auch seine Darstellungen der seherischen Sibylle in dem Bild der Verherrlichung Mariae kann es als eine im Umfeld der Zeit eher noch ungewöhnlich offene Anerkennung der Gelehrsamkeit der Frau interpretiert werden.

## Gemälde (Auswahl)

### Beispiele religiöser Werke
- Verherrlichung Mariae (Deipeira Virgo), Antwerpen, Koninklijk Museum voor Schone Kunsten
- Die Jungfrau (Maria) mit dem Kind und Hl. Barbara und Hl. Katharina (von Alexandrien), Paris, Louvre
- Maria mit dem Kind Berlin, Staatliche Museen zu Berlin - Preußischer Kulturbesitz, Gemäldegalerie, Inventar-Nr. 1787
- Anbetung der Könige, Kunsthistorisches Museum Wien, Gemäldegalerie Inv.-Nr. GG_925
- Ruhe auf der Flucht nach Aegypten, Brügge, Groeningemuseum
- Die Heilige Familie, Brügge, Groeningemuseum
- Beweinung Christi, San Francisco, Fine Arts Museums, Mildred Anna Williams Collection, Inv. Nr. 1956.90.
- Lesende Maria Magdalena, London, National Gallery Inv. Nr. NG655
- Die Hl. Anna mit dem Jesuskind und der Jungfrau Maria (Anna Selbdritt), Madrid, Prado Inv. Nr. PO1933
- Annen-Retabel, Madrid, Prado (siehe hier)
- Triptychon Kreuzabnahme, Segovia, Kathedrale

### Beispiele weltlicher Werke
- Musikabend, Berlin, Deutsches Historisches Museum, Kunst 1, Inventar-Nr. 1992/1466
- Musikalische Gesellschaft, Kunstmuseum Basel.

### Beispiele der Bildniskunst
- Portrait der Margarete von Oesterreich – Die Sibylle (Portrait de Marguerite d'Autriche - La Sibylle), Paris Louvre RF2821
- Portrait des Otho Stochoven, Brügge, Groeningemuseum
- Doppelportrait Cornelis de Schepper und Elisabeth Donche, Sydney, Art Gallery of New South Wales Inv. Nr. 301.1994.a-b
- Sibilla Persica, London, Victoria & Albert Museum CAI.106 (eventuell Arbeit eines Nachfolgers)